# Vaccinium acrobracteatum
Vaccinium acrobracteatum är en ljungväxtart som beskrevs av Karl Moritz Schumann. Vaccinium acrobracteatum ingår i Blåbärssläktet, och familjen ljungväxter. Inga underarter finns listade i Catalogue of Life.